# UFC on ESPN: Blanchfield vs. Fiorot
UFC on ESPN: Blanchfield vs. Fiorot（ユーエフシー・オン・イーエスピーエヌ：ブランチフィールド・バーサス・フィオロ、別名UFC on ESPN 54）は、アメリカ合衆国の総合格闘技団体「UFC」の大会の一つ。2024年3月30日、ニュージャージー州アトランティックシティのボードウォーク・ホールで開催された。

## 大会概要
本大会はエリン・ブランチフィールドとマノン・フィオロの女子フライ級戦が組まれた。

## 試合結果

### プレリミナリーカード
第1試合 バンタム級 5分3R
○  ケイラン・ロフラン vs.  エンジェル・パチェコ ×
3R終了 判定3-0（30-27、30-27、30-26）
第2試合 ミドル級 5分3R
○  ジェイコブ・マルクーン vs.  アンドレ・ペトロスキー ×
2R 0:39 TKO（グラウンドでの左ミドルキック）
第3試合 ライトヘビー級 5分3R
○  イボ・アスラン vs.  アントン・トゥルカリ ×
3R 1:32 TKO（右フック）
第4試合 フェザー級 5分3R
○  デニス・ブズカ vs.  コナー・マシューズ ×
3R 0:22 TKO（左フック→パウンド）
第5試合 147.25ポンド契約 5分3R
○  フリオ・アルセ vs.  ハーバート・バーンズ ×
2R 2:00 TKO（左フック）
※アルセの体重超過によりフェザー級から変更。
第6試合 女子ストロー級 5分3R
○  ビルナ・ジャンジロバ vs.  ルーピー・ゴディネス ×
3R終了 判定3-0（29-28、29-28、30-27）
第7試合 フェザー級 5分3R
○  ネイト・ランドワー vs.  ジャマル・エマース ×
1R 4:43 KO（右フック→パウンド）

### メインカード
第8試合 ミドル級 5分3R
○  チディ・エンジョクアニ vs.  リース・マッキー ×
3R終了 判定2-1（28-29、30-27、30-27）
第9試合 フェザー級 5分3R
○  カイル・ネルソン vs.  ビル・アルジオ ×
1R 4:00 TKO（スタンドパンチ連打）
第10試合 ミドル級 5分3R
○  ヌルスルトン・ルジボエフ vs.  セドリケス・ドゥマス ×
1R 3:18 TKO（右アッパー→パウンド）
第11試合 ミドル級 5分3R
○  クリス・ワイドマン vs.  ブルーノ・シウバ ×
3R 2:18 負傷判定3-0（30-27、30-27、30-27）
第12試合 ウェルター級 5分3R
○  ホアキン・バックリー vs.  ビセンテ・ルケ ×
2R 3:17 TKO（パウンド）
第13試合 女子フライ級 5分5R
○  マノン・フィオロ vs.  エリン・ブランチフィールド ×
5R終了 判定3-0（50-45、50-45、50-45）

### 各賞
ファイト・オブ・ザ・ナイト：イボ・アスラン vs. アントン・トゥルカリ
パフォーマンス・オブ・ザ・ナイト：ネイト・ランドワー、デニス・ブズカ
各選手にはボーナスとして5万ドルが授与された。

### カード変更
負傷などによるカードの変更は以下の通り。